# クライストチャーチ大聖堂 (フォークランド諸島)
クライストチャーチ大聖堂（クライストチャーチだいせいどう、英語：Christ Church Cathedral）は、フォークランド諸島の首都スタンリーのロス・ロード沿いにある教会で、聖公会関連の大聖堂で最も南に位置している。大聖堂はフォークランド諸島、サウスジョージア島、およびイギリス領南極地域の教会区教会である。フォークランド諸島教会区はアングリカン・コミュニオンの一員である。この大聖堂の教区牧師はフォークランド諸島教会区主教の司法主教管轄内にある。1978年以来、この役職はカンタベリー大主教よる職権で保持されており、小規模な独立教区の司法主教と首都大主教の両方を兼ねている。実際には、権限はカンタベリー大主教に指名された主教代理を通じて行使されるものであり、フォークランド諸島に適した主教として知られる。

## 歴史

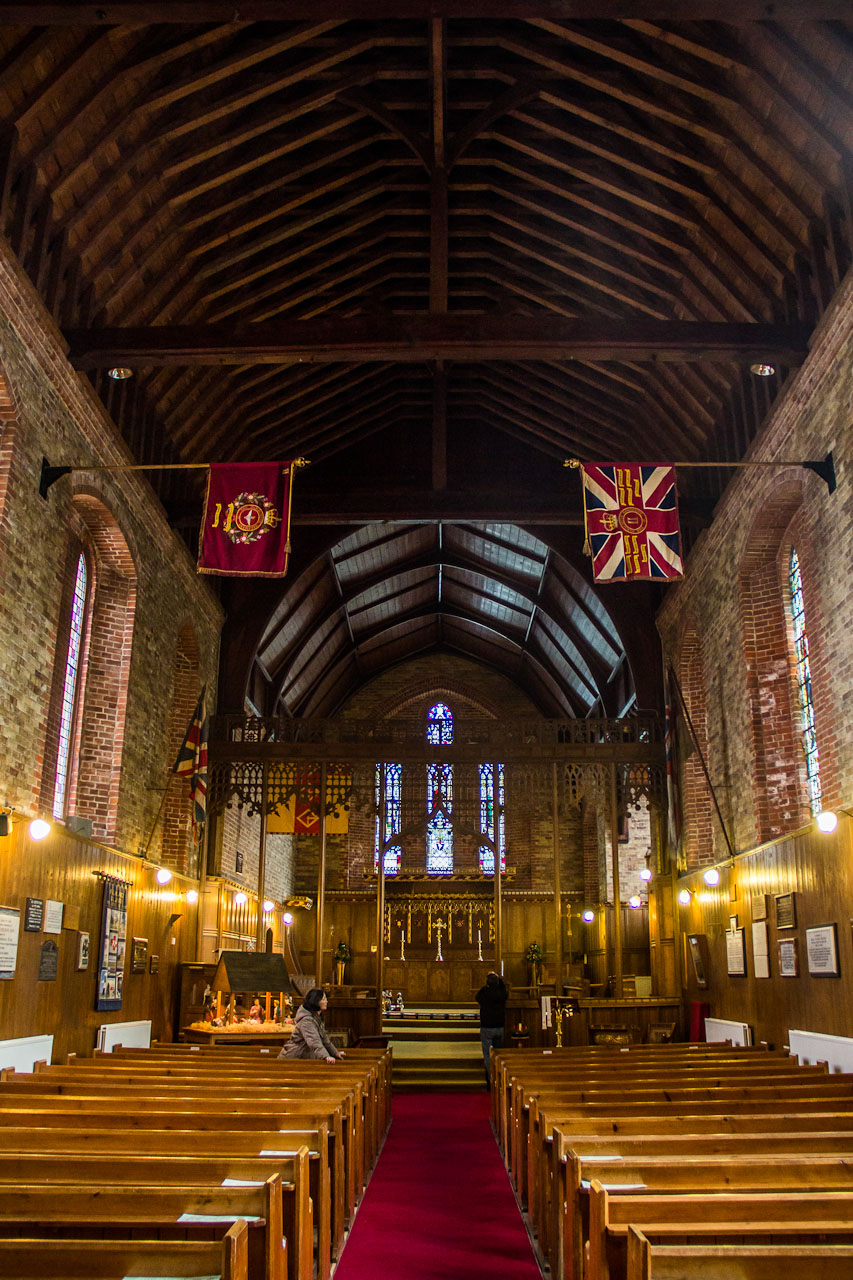
東側正面から見た大聖堂の内部

この大聖堂はホーリー・トリニティ教会の近くに建てられているが、1886年にスタンリーで発生した地すべりにより破壊された。新しく建てられた大聖堂はアーサー・ブロムフィールド卿により設計され、1890年から1892年にかけて地元の石材と煉瓦を用いて建設された。大聖堂には5個の鐘が鳴り響く塔、19世紀と20世紀に製造されたステンドグラス、およびアイルランド製の2手連弾パイプオルガンが備えられている。1892年2月21日、ウェイト・スターリング主教が新しい大聖堂に赴任した。
この大聖堂はシャクルトン男爵エドワード・シャクルトンが所有していたガーター勲章の旗が収められている。シャクルトン卿存命中、旗はセントジョージ礼拝堂に飾られていた。大聖堂の南壁にはラプラタ沖海戦の最中に軽巡洋艦アキリーズで翻っていたホワイト・エンサインの旗が掲げられている。旗の下にある木製の飾り板にはこのような碑文が刻まれている。
One of the ensigns worn by HMS Achilles at the Battle of the River Plate 13th December 1939

1939年12月13日、ラプラタ沖海戦において軽巡洋艦アキリーズで掲げられた艦旗のうちの1枚

この建物の前にはシロナガスクジラ2頭の下顎から造られたクジラの骨を象ったアーチ型記念碑があり、フォークランド諸島の英国統治100周年を記念して設置された。
特別な礼拝は大聖堂において1年を通して開催され、記念に行われる礼拝の対象には6月14日の解放記念日、1982年に起きたフォークランド紛争が終結した11月11日に最も近い日の日曜日にある戦没者記念日、1918年のドイツと連合国の休戦協定、および1914年12月8日に終結したフォークランド沖海戦などがある。礼拝行列は4月21日のエリザベス女王の誕生日の時だけでなく、各記念日ごとにも行われている。